# Молева, Светлана Васильевна
Светла́на Васи́льевна Мо́лева (7 ноября 1946, п. Чихачёво, Псковская область — 8 февраля 2005, Санкт-Петербург) — русская поэтесса, публицист, редактор Лениздата, член Союза писателей, создатель и редактор псковского книжного издательства Отчина.

## Биография

### Детство
Светлана Васильевна Молева родилась 7 ноября 1946 года в посёлке Чихачёво (Ашевского а ныне — Бежаницкого района Псковской области), в совсем глухом месте, если бы не железная дорога, оживлявшая поселковую жизнь грохотом пролетавших мимо поездов. Отец, Василий Иванович Молев — комсомольский, затем партийный работник. Мать, Клавдия Алексеевна Молева(Голованова), работала фельдшером. Детство поэтессы прошло в окружении родственников: деда, Ивана Егоровича Молева, который за отличие в Первой мировой войне был награжден Георгиевским крестом; бабушки Арины, которая не умела читать, но при этом была красавицей и большой молитвенницей; старшей родной сестры, Людмилы Васильевной Молевой, затейницы и самой первой подруги детства.
Родителей матери — Головановых Алексея Андреевича и Александры Николаевны — не стало ещё до рождения поэтессы. Скромный деревенский послевоенный быт, искренняя религиозность бабушки стали яркими впечатлениями детства .
По признанию поэтессы, деревня «на всю жизнь одарила меня любовью к лесным просторам, народным песням, пляскам и к стихам». Родители знали и ценили русскую поэзию; с детства Молева знала наизусть Пушкина, Некрасова, Есенина. Дед по отцовской линии и сам отец сочиняли стихи. В семье с детства звучали стихотворения классиков, песни, романсы.

### Поэтический путь
Первая публикация стихотворений — в псковской газете «Молодой ленинец» в 1963 году. В 1965 Светлана Молева поступает в Литературный институт имени А. М. Горького. Студенческие годы были озарены дружбой с поэтами Юрием Кузнецовым и Николаем Рубцовым, драматургом Александром Вампиловым. Благодаря псковским поэтам Игорю Григорьеву и Льву Малякову, а также редактору Борису Друяну в 1967 в издательстве Лениздат выходит первый поэтический сборник «Подснежники». В 1967 году Светлана Молева стала работать редактором в Лениздате. Этой работе она отдала почти четверть века (до 1990). В 1976 принята в Союз писателей СССР и в том же году стала лауреатом Второго смотра творчества «Молодость. Мастерство. Современность». На её стихи писали песни Смирнов С., Нурмухамедова Р., Царева В., Фёдоров В..Композитором Юрием Корнаковым в 1975 создан вокальный цикл «Берегите тепло».
В 1988 году вместе с мужем Михаилом Устиновым (писатель, редактор) переезжает в Псков, где вместе они создают книжное издательство «Отчина». С этим периодом связана исследовательская работа в области древнерусской истории и русского языка, итогом которой стала книга «Единородное Слово». В 2002 — возвращение в Санкт-Петербург.
8 февраля 2005 года Светлана Молева скоропостижно скончалась от рака в Санкт-Петербурге. Похоронена в Пскове на Мироносицком кладбище.

## Поэтические сборники
- Подснежники: лирика. — Л.: Лениздат, 1967.
- Сто дней весны: стихи. — Л.: Лениздат, 1975.
- Ожидание встречи: лирика. — Л.: Лениздат, 1978.
- Белый берег: стихотворения. — Л.: Лениздат, 1986.
- Здравствуйте, травы: стихи. — Псков, 1990.
- Забытые песни: стихотворения. Поэма. — Псков, 2002.
- Дальний свет: избранные стихи. Воспоминания. — СПб. : Logos, 2011.

Сборники совместно с другими поэтами:
- Искристые росы: стихи псковских поэтов. — Л.: Лениздат, 1966.
- Здравствуй, Родина!: сборник стихов бежаницких поэтов. — Бежаницы, 2002.

## Исследования, публикации
- Жестокая дорога — поэзия: памяти Игоря Григорьева // Псковская правда. 1996 (24 февраля № 38)
- Слово об ариях: памятник русской письменности X—IX вв. до Р. Х. // Речь: сборник первый. — Псков, 1996
- Речь: русская письменность. — Псков: Отчина, 1996(в соавторстве с Устиновым М. Е. )
- Единородное Слово: опыт постижения древнейшей русской веры на основе языка. — Псков, 2000
- Жестокая дорога — поэзия: памяти Игоря Григорьева // Поэт и воин: воспоминания об Игоре Григорьеве. — СПб.: Политехника-сервис, 2013.
- Единородное Слово: опыт постижения древнейшей русской веры на основе языка. — СПб.: Алетейя, 2014

## Память
Поэтессу вспоминают вечерами памяти в родной деревне Чихачёво, в Пскове, в Санкт-Петербурге. В издательстве «Алетейя» переиздана книга «Единородное слово»(2014) с напутственной статьей Владимира Личутина. Устиновым М. Е. подготовлена к изданию книга «Дальний свет»(2011), которая содержит ранее не опубликованные стихотворения, воспоминания. Доктором филологических наук Любомудровым А. М. подготовлена статья для библиографического словаря «Русская литература XX века. Прозаики, поэты, драматурги»(2005)